# Élections législatives danoises de 1945
Les élections législatives danoises de 1945 ont eu lieu le 30 octobre 1945.

## Contexte
Les partis bourgeois remportent la majorité mais ne parviennent pas à constituer un cabinet de coalition. Knud Kristensen (Venstre) forme un gouvernement minoritaire, composé uniquement de membres de son parti (7 novembre 1945-13 novembre 1947).

## Résultats

### Danemark métropolitain
| Inscrits                     | Inscrits                 | Inscrits                 | 2 376 086 |             |                       |                       |
| Abstentions                  | Abstentions              | Abstentions              | 320 771   | 13,5 %      |                       |                       |
| Votants                      | Votants                  | Votants                  | 2 055 315 | 86,5 %      |                       |                       |
|                              |                          |                          |           |             |                       |                       |
| Bulletins enregistrés        | Bulletins enregistrés    | Bulletins enregistrés    | 2 055 315 |             |                       |                       |
| Bulletins blancs ou nuls     | Bulletins blancs ou nuls | Bulletins blancs ou nuls | 6 131     | 0,3 %       |                       |                       |
| Suffrages exprimés           | Suffrages exprimés       | Suffrages exprimés       | 2 049 184 | 99,7 %      | 148 sièges à pourvoir | 148 sièges à pourvoir |
|                              |                          |                          |           |             |                       |                       |
| Liste                        | Tête de liste            |                          | Suffrages | Pourcentage | Sièges acquis         | Var.                  |
| Social-démocratie            | Hans Hedtoft             |                          | 671 755   | 32,78 %     | 48 / 148              | 18                    |
| Venstre                      | Knud Kristensen          |                          | 479 158   | 23,38 %     | 38 / 148              | 10                    |
| Parti populaire conservateur | Christmas Møller         |                          | 373 688   | 18,24 %     | 26 / 148              | 5                     |
| Parti communiste du Danemark | Aksel Larsen             |                          | 255 236   | 12,46 %     | 18 / 148              | n/a                   |
| Parti social-libéral danois  | Jørgen Jørgensen         |                          | 167 073   | 8,15 %      | 11 / 148              | 2                     |
| Unité danoise                | Arne Sørensen            |                          | 63 760    | 3,11 %      | 4 / 148               | 1                     |
| Parti de la justice          | Oluf Pedersen            |                          | 38 459    | 1,88 %      | 3 / 148               | 1                     |
| Indépendants                 | Néant                    |                          | 55        | 0 %         | 0 / 148               | en stagnation         |

### Résultats détaillés dans les circonscriptions électorales
| Circonscriptions | Social-démocratie | Venstre | Parti populaire conservateur | Parti communiste du Danemark | Parti social-libéral danois | Autres |
| ---------------- | ----------------- | ------- | ---------------------------- | ---------------------------- | --------------------------- | ------ |
| Søndre Storkreds | 36,1 %            | 5,0 %   | 23,8 %                       | 26,9 %                       | 4,0 %                       | 4,3 %  |
| Østre Storkreds  | 38,5 %            | 5,4 %   | 24,1 %                       | 23,2 %                       | 3,6 %                       | 5,1 %  |
| Vestre Storkreds | 33,7 %            | 5,6 %   | 29,0 %                       | 22,0 %                       | 4,6 %                       | 5,0 %  |
| Københavns Amt   | 29,7 %            | 8,7 %   | 29,9 %                       | 14,7 %                       | 10,6 %                      | 6,4 %  |
| Frederiksborg    | 33,7 %            | 11,5 %  | 16,9 %                       | 10,5 %                       | 24,1 %                      | 3,5 %  |
| Holbæk           | 28,3 %            | 20,2 %  | 9,1 %                        | 6,7 %                        | 31,0 %                      | 4,6 %  |
| Sorø             | 35,1 %            | 10,1 %  | 14,9 %                       | 7,6 %                        | 28,8 %                      | 3,5 %  |
| Præstø           | 37,1 %            | 13,6 %  | 13,6 %                       | 6,8 %                        | 25,8 %                      | 3,1 %  |
| Bornholm         | 41,9 %            | 5,0 %   | 10,5 %                       | 4,0 %                        | 32,3 %                      | 6,2 %  |
| Maribo           | 38,8 %            | 14,2 %  | 14,8 %                       | 9,4 %                        | 20,6 %                      | 2,2 %  |
| Odense           | 30,6 %            | 11,6 %  | 20,6 %                       | 12,8 %                       | 20,9 %                      | 3,5 %  |
| Svendborg        | 29,7 %            | 13,8 %  | 14,7 %                       | 6,3 %                        | 32,0 %                      | 3,6 %  |
| Hjørring         | 26,1 %            | 5,5 %   | 11,0 %                       | 5,4 %                        | 45,7 %                      | 6,4 %  |
| Thisted          | 23,2 %            | 4,8 %   | 19,2 %                       | 3,6 %                        | 46,2 %                      | 3,1 %  |
| Aalborg          | 33,0 %            | 4,6 %   | 13,4 %                       | 12,6 %                       | 30,7 %                      | 5,8 %  |
| Viborg           | 26,9 %            | 17,4 %  | 8,9 %                        | 4,4 %                        | 38,2 %                      | 4,1 %  |
| Randers          | 36,4 %            | 5,8 %   | 13,5 %                       | 7,2 %                        | 32,1 %                      | 5,0 %  |
| Aarhus           | 38,9 %            | 2,8 %   | 23,4 %                       | 14,8 %                       | 14,3 %                      | 5,8 %  |
| Skanderborg      | 34,6 %            | 5,7 %   | 12,1 %                       | 9,8 %                        | 31,5 %                      | 6,2 %  |
| Vejle            | 31,0 %            | 6,3 %   | 12,0 %                       | 9,5 %                        | 35,4 %                      | 5,8 %  |
| Ringkøbing       | 23,5 %            | 7,0 %   | 9,4 %                        | 2,9 %                        | 51,7 %                      | 5,5 %  |
| Ribe             | 24,9 %            | 8,7 %   | 8,9 %                        | 8,5 %                        | 42,0 %                      | 7,0 %  |
| Haderslev        | 35,1 %            | 5,4 %   | 18,1 %                       | 4,3 %                        | 30,6 %                      | 6,6 %  |

### Féroé
| Inscrits                                           | Inscrits                 | Inscrits                 | 15 095    |             |                     |                     |
| Abstentions                                        | Abstentions              | Abstentions              | 6 445     | 42,7 %      |                     |                     |
| Votants                                            | Votants                  | Votants                  | 8 650     | 57,3 %      |                     |                     |
|                                                    |                          |                          |           |             |                     |                     |
| Bulletins enregistrés                              | Bulletins enregistrés    | Bulletins enregistrés    | 8 650     |             |                     |                     |
| Bulletins blancs ou nuls                           | Bulletins blancs ou nuls | Bulletins blancs ou nuls | 12        | 0,14 %      |                     |                     |
| Suffrages exprimés                                 | Suffrages exprimés       | Suffrages exprimés       | 8 638     | 99,86 %     | 1 sièges à pourvoir | 1 sièges à pourvoir |
|                                                    |                          |                          |           |             |                     |                     |
| Liste                                              | Tête de liste            |                          | Suffrages | Pourcentage | Sièges acquis       | Var.                |
| Parti du peuple                                    | Thorstein Petersen       |                          | 3 990     | 46,19 %     | 1 / 1               | en stagnation       |
| Parti social-démocrate-Parti de l'autogouvernement | Néant                    |                          | 2 521     | 29,18 %     | 0 / 1               | en stagnation       |
| Parti de l'union                                   | Néant                    |                          | 2 127     | 24,62 %     | 0 / 1               | en stagnation       |